# Shāleh Shūrī (ort i Iran)
Shāleh Shūrī (persiska: شاله شوری, Shāleh Showrī, بَلِه شوری) är en ort i Iran.   Den ligger i provinsen Ilam, i den västra delen av landet, 500 km väster om huvudstaden Teheran. Shāleh Shūrī ligger 1 063 meter över havet och antalet invånare är 102.
Terrängen runt Shāleh Shūrī är kuperad åt nordväst, men åt sydost är den platt. Shāleh Shūrī ligger nere i en dal.Runt Shāleh Shūrī är det ganska tätbefolkat, med 54 invånare per kvadratkilometer. Närmaste större samhälle är Eyvān, 13,0 km sydost om Shāleh Shūrī. Trakten runt Shāleh Shūrī består till största delen av jordbruksmark.